# Flight Control
Flight Control est un jeu vidéo de time management développé par Firemint et édité par Namco, sorti en 2009 sur iOS, DSiWare, WiiWare, PlayStation Network (PlayStation 3), Windows Phone, Windows, Mac OS et Android. Il a pour suite Flight Control Rocket sorti en 2012, édité par Electronic Arts.

## Accueil
- IGN : 8/10[1]